# バーレーン・ワールド・トレード・センター
バーレーン・ワールド・トレード・センター（英: Bahrain World Trade Center、BWTC）あるいは日本語でバーレーン世界貿易センターはバーレーンの首都・マナーマに2008年に完成した超高層ビル。

## 概要
バーレーン世界貿易センターは、高さ240m(50階)が2棟のツインタワーである。バーレーン・フィナンシャル・ハーバー(260mのツインタワー)に次いでバーレーン国内では高さが2番目である。
2つのタワーは3つの連絡通路、いわゆる「スカイブリッジ」で結ばれており、各々の連絡通路に225kwの風力発電用の風力タービンが建設された。3基合計で675kwの電力を発生する。これは2つのタワーの総電力消費量の11%から15%を賄うと計算されている。風力タービンを付設した超高層ビルは、世界で初の試みで、各種の建築賞を受賞した超高層ビルである。設計はイギリスのアトキンス社 (Atkins)。

## 風力タービン
1つの風力タービンの直径は29mで、ペルシア湾からの風を最大に受けるために、全て北側を向いている。2つのタワーは、同じアトキンス社が設計したアラブ首長国連邦・ドバイのブルジュ・アル・アラブに良く似た帆の形をしているが、これは風力タービンに垂直に風流を集約するために、どの方角からの風も2つのタワーの両側から45度に流れ込むように、漏斗のような形状でデザインされたためである。